# Paul Burchard
Paul Burchard (* 13. Juli 1862 in Rittermannshagen; † unbekannt) war ein deutscher Politiker der Deutschnationale Volkspartei (DNVP).

## Leben
Burchard hatte nach dem Gymnasium eine landwirtschaftliche Lehre absolviert und war anschließend Landwirtschaftsbeamter in verschiedenen Positionen. Seit 1887 hatte er das Klostergut in Roez gepachtet. Er gehörte 1919 dem Verfassunggebenden Landtag von Mecklenburg-Schwerin an und war anschließend Abgeordneter im ersten, zweiten, vierten und fünften ordentlichen Landtag von Mecklenburg-Schwerin.